# فور اوپ‌آپ
فور اوپ‌آپ (انگلیسی: Fort Whoop-Up) نام مستعار محل تجارت ویسکی بوده است که در اواخر قرن نوزدهم این محل به عنوان مرکز فعالیتهای تجاری به کار گرفته شد.